# Dengler: Die schützende Hand
Die schützende Hand ist ein deutscher Fernsehfilm von Lars Kraume aus dem Jahr 2017. Es handelt sich um den dritten Filmbeitrag der Krimireihe Dengler, die montags als „Fernsehfilm der Woche“ ausgestrahlt wird. In den Hauptrollen der Ermittler agieren Ronald Zehrfeld und Birgit Minichmayr. Die Erstausstrahlung der Episode erfolgte am 6. November 2017 im ZDF.

## Handlung
Der ehemalige BKA-Zielfahnder und jetzige Privatermittler Georg Dengler soll überprüfen, ob Uwe Mundlos und Uwe Böhnhardt tatsächlich Suizid begangen haben. Dafür nimmt er Kontakt mit der in Amsterdam untergetauchten Hacker-Queen Olga Illiescu auf, um mit ihrer Hilfe an entscheidende Akten vom NSU-Prozess zu gelangen. Illiescu fragt sich zwar, wozu das gut sein soll, schließlich handelt es sich um NSU-Terroristen, die gestohlen und gemordet haben. Dennoch hilft sie ihm aus „alter“ Freundschaft. Über einen Trojaner gelingt ihr der Zugang zum Computersystem des BKA. Bei der Durchsicht der Dateien stoßen Dengler und Illiescu schon bald auf einige Ungereimtheiten. Sie fahren deshalb beide nach Eisenach, um weitere Beweise zu finden. Dengler versucht die damaligen Abläufe nachzustellen und findet immer mehr Widersprüche. Weder der zeitliche Ablauf noch die von den Polizisten zu Protokoll gegebenen Berichte können so stimmen. Dengler gelingt es, an den Obduktionsbericht von Uwe Mundlos zu kommen. Dieser unterstützt seine These, dass die Terroristen keinen Selbstmord begangen haben können, sondern dass der Verfassungsschutz die beiden, als unliebsame Zeugen ihrer Verstrickungen in die Rechte Szene des Ostens, loswerden wollte. Stichhaltige Beweise hat Dengler jedoch nicht, es sind seine Auslegungen und Mutmaßungen der Vorgänge, was aber alles zu dem passt, was er in seiner persönlichen Vergangenheit mit dem BKA erlebt hat. Hier wurde ein Bombenattentat einem Unschuldigen zugeschrieben, nur um nicht zugeben zu müssen, dass es eine aktuelle Gefahr aus der rechten Szene gibt.
Derweil ist dem BKA der Hackerangriff auf sein Computersystem aufgefallen und nach eingehender Prüfung der Zusammenhänge führt die Spur zu Dengler, der daraufhin ins Visier genommen wird. Dengler's Ex-Chef Müller lässt Olga Illiescu festnehmen und Marius Brauer ausschalten, der Dengler bei seinen Ermittlungen in Eisenach geholfen hatte. 
Als Dengler mit Müller zusammentrifft, handelt er gegen sein Schweigen die Freilassung von Olga Illiescu aus. In diesem Zusammenhang gibt Dengler seinen Auftraggeber preis, bei dem es sich um Müllers Ehefrau handelt. Sie wollte wissen, ob ihr Mann etwas mit den Machenschaften des Verfassungsschutzes zu tun hat.

## Hintergrund
Die Dreharbeiten für Die schützende Hand erstreckten sich vom 20. Oktober 2016 bis zum 21. November 2016 und fanden in Berlin sowie näherer Umgebung statt.

## Rezeption

### Kritiken
Rainer Tittelbach von Tittelbach.tv urteilte: „‚Niemand kann sich gegen das System stellen.‘ Doch der aufrechte, furchtlose Georg Dengler versucht es wenigstens.“ „Der Fall ist keine Steilvorlage für das rechte Lager, sondern wird sehr persönlich motiviert. Lars Kraumes Film ist analytischer und weniger Action-geladen als seine Vorgänger. Die Argumentation, Vorlage war wie immer bei dieser Reihe ein Roman von Wolfgang Schorlau, ist bestechend, die dramaturgisch-filmische Auflösung ebenso. Selten wurden Akten in einem Fernsehfilm so lebendig und anschaulich umgesetzt. Auch ein Verdienst der Dialoge und des aufregenden Duos. Wie beunruhigend das Doppelspiel der Inlandsgeheimdienste ist, darf/muss jeder für sich selbst entscheiden.“
Bei der Frankfurter Allgemeinen Zeitung schrieb Oliver Jungen: „Eine schützende Hand ist immer noch eine Hand. Sie kann sich, um eigene Spuren zu verwischen, blitzschnell um den Hals legen. Nur drei Wochen nach Dominik Grafs umstrittenen RAF-‚Tatort‘, der einen bewusst nicht verhinderten Suizid oder gar eine staatlich gedeckte Hinrichtung der Stammheimer Gefangenen als Denkmöglichkeit durchspielte, behelligt das ZDF uns mit einer Verschwörungstheorie auf der anderen Seite des politischen Spektrums.“
Oliver Armknecht von film-rezensionen.de war der Meinung: „Wie das zugrundeliegende Buch auch, will die TV-Adaption durch skandalöse Verknüpfung von Polizei und rechter Szene provozieren. Das gelingt jedoch nicht. Die Verschwörungstheorien sind zu bekannt, es fehlen hier sowohl Geheimnisse wie auch Spannung. Lediglich die gute Besetzung rettet ‚Dengler – Die schützende Hand‘ vor Schlimmerem, auch wenn sie mit fürchterlichen Dialogen zu kämpfen hat.“
Bei der Zeit war Matthias Dell der Meinung: „Das ZDF hat also diesen Film produziert (Redaktion: Elke Müller). Weshalb man schon noch mal darauf hinweisen kann, dass ‚Dengler – Die schützende Hand‘ leider nicht infrage kommen wird als Textbaustein für die nächste Intendanten-Sonntagsrede, in der das hehre Wort vom Bildungsauftrag fällt. Wie berückend wäre die Vorstellung, der öffentlich-rechtliche Sender hätte den siebenstelligen Betrag, den der Film gekostet hat, in eine Gruppe fähiger Journalistinnen investiert, die ein oder zwei Jahre lang nichts anderes machen, als zu versuchen, die offenen Fragen im NSU-Komplex noch einmal mit Ausdauer, Sorgfalt und Nachdruck zu bearbeiten?“
Annette Ramelsberger schrieb für die Süddeutsche Zeitung:„Der Mythos um den rechtsradikalen Nationalsozialistischen Untergrund (NSU) ist allmählich stärker als die Realität. Krimiautoren und Theatermacher sehen ein lohnendes Sujet, um alle möglichen geheimen Mächte walten zu lassen. Und auch ARD und ZDF spinnen an diesem Mythos kräftig mit. So erscheint es zumindest jemandem, der seit 385 Tagen im NSU-Prozess sitzt, in dem jedes Detail hin und her gewendet wird, jede Frage gestellt und die meisten Antworten gegeben worden sind.“

### Einschaltquote
Bei der Erstausstrahlung von Die schützende Hand am 6. November 2017 erreichte der Film 6,41 Millionen Zuschauer, was einen Marktanteil von 22 Prozent für das ZDF ergibt.